# ولادو پتکوویچ
ولادو پتکوویچ (به صربستانی Vlado Petković) بازیکن والیبال اهل صربستان، پاسور تیم ملی والیبال صربستان و باشگاه میزان خراسان است.
پتکوویچ در بازی‌های قهرمانی اروپای میانه ۲۰۱۱ به عنوان بهترین پاسور انتخاب شد و در بازی‌های مقدماتی المپیک ۲۰۱۲ لندن نیز در رده دوم بهترین پاسور رقابت ها ایستاد. پتکوویچ در سال ۲۰۱۰ با صربستان به مدال برنز قهرمانی جهان دست یافت و در قهرمانی اروپا ۲۰۱۱ نیز مدال طلا را به دست آورد. سه نقره لیگ جهانی و دو برنز قهرمانی اروپا و یک برنز بازی‌های مدیترانه از دیگر دست‌آوردهای او در رده ملی است. ولادو در رده باشگاهی سابقه بازی در تیم‌های ستاره سرخ بلگراد، وویوودینا نووی ساد، ووری کاپیتال سئول، سان جوستینو، آچخ، کاله و شهرداری ارومیه را دارد. ولادو دو قهرمانی لیگ برتر صربستان را با ستاره سرخ بلگراد و نووی ساد در سال‌های ۲۰۰۳ و ۲۰۰۷ به دست آورد و در سال ۲۰۱۲ با امضا قراردادی یک ساله به تیم کاله مازندران پیوست و پس از ۱ فصل حضور موفق در کاله که با قهرمانی در لیگ برتر و قهرمانی باشگاه‌های آسیا همراه بود به شهرداری ارومیه پیوست و پس از یک فصل حضور در این تیم در ایران ماند و در نیم فصل لیگ ۹۴-۱۳۹۳ به باشگاه میزان خراسان پیوست.